# 罗卜藏丹津
罗卜藏丹津（藏語：བློ་བཟང་བསྟན་འཛིན་，威利转写：blo bzang bstan 'dzin，?—?）又稱羅布藏丹津，是固始汗第十子达西巴图尔的儿子，母阿尔泰哈屯，是拉藏汗的叔叔。
驻在安多（青海）東部。1717年，和硕特汗国灭亡，罗卜藏丹津联络清朝，反攻占领西藏的准噶尔汗国军队。1720年，清朝康熙帝派第十四子胤禵为大将军王，入藏驱逐出了准噶尔的名将大策零敦多布。
罗卜藏丹津想让清廷封他为藏王，康熙事前虽有允诺，但是康熙这时却废除了藏王，以康济鼐、阿尔布巴为贝子，隆布鼐为辅国公，颇罗鼐为一等台吉，让他们共管西藏事务。不久，康熙帝去世，雍正帝继位，1723年，罗卜藏丹津联合青海蒙古各部，一起反清，自称“达赖珲台吉”，并且联络准噶尔汗国的策妄阿拉布坦。雍正帝派大将军年羹尧、岳钟祺率军西征。雍正二年（1724年），罗卜藏丹津被岳钟祺打败，清军征服青海全境，母亲阿尔泰哈屯和妹妹阿宝被擒。罗卜藏丹津换女装，逃往准噶尔汗国。随后清廷为管辖青海置西寧辦事大臣。1755年，乾隆帝派永常和阿睦尔撒纳西征，灭准噶尔汗国，罗卜藏丹津和达瓦齐一起被清军俘获。乾隆皇帝免其死罪，并赏给房屋，授其二子为蓝翎侍卫，罗卜藏丹津后老死于北京。
清朝對羅卜藏丹津的鎮壓瓦解了青海貴族的統治，使其對西藏失去影響力。

## 與《紅樓夢》關係
据黃一農及吳國聖考證推測，羅卜藏丹津或為曹寅次女婿，即探春原型或爲曹寅次女。

### 引用
1. ↑  《清史稿·卷二百九十六·列传八十三》岳锺琪，字东美......（雍正）二年，授奋威将军，趣进兵。郭隆寺喇嘛应罗卜藏丹津为乱，锺琪会诸军合击，歼其众，毁寺，擒戮其渠达克玛胡土克图。罗卜藏丹津居额穆纳布隆吉尔，其大酋阿尔布坦温布、吹拉克诺木齐分屯诸隘，锺琪与诸将分道入。锺琪及侍卫达鼐出南路，总兵武正安出北路，黄喜林、宋可进出中路，副将王嵩、纪成斌搜山。师进至哈喇乌苏，方黎明，番众未起，即纵击，斩千馀人，番众惊走，逐之，一昼夜至伊克喀尔吉，获阿尔布坦温布。复进次席尔哈罗色，遣兵攻噶斯；复进次布尔哈屯，薄额穆纳布隆吉尔，罗卜藏丹津西窜，锺琪逐之，一昼夜驰三百里。其酋彭错等来降，锺琪令守备刘廷言监以前驱，锺琪继其后。其酋吹因来降，言罗卜藏丹津所在距师百五六十里。锺琪令暂休，薄暮复进，黎明至其地。罗卜藏丹津之众方散就水草，即纵击，大破之，擒诸台吉，并罗卜藏丹津母阿尔泰哈屯及女弟阿宝，罗卜藏丹津易妇人服以遁。廷言等亦得吹拉克诺木齐等。锺琪复进至桑驼海，不见虏乃还。出师十五日，斩八万馀级。大酋助罗卜藏丹津为乱者皆就擒。青海平......
2. ↑  Perdue, Peter C. . Harvard University Press: 247. 2009年6月30日 –Google Books.
3. ↑   (PDF). 《中國文化研究通訊》. 2022年, (第1期[縂第21期]): 頁10-31  [2024-04-28]. （原始内容存档 (PDF)于2024-04-28）.